# Kostel Povýšení svatého Kříže (Poděbrady)
Kostel Povýšení sv. Kříže je trojlodní kostel církve římskokatolické, vystavěný v Poděbradech na místě staršího (snad dřevěného) kostelíka v gotickém slohu ve 14. století. Až do 18. století kostel obklopoval hřbitov. V 16. a 19. století byl výrazně upravován. Na neznámém místě je v kostele pochována Kunhuta ze Šternberka první manželka krále Jiřího z Poděbrad. V blízkosti kostela stojí i budova poděbradského děkanství.

## Historie kostela

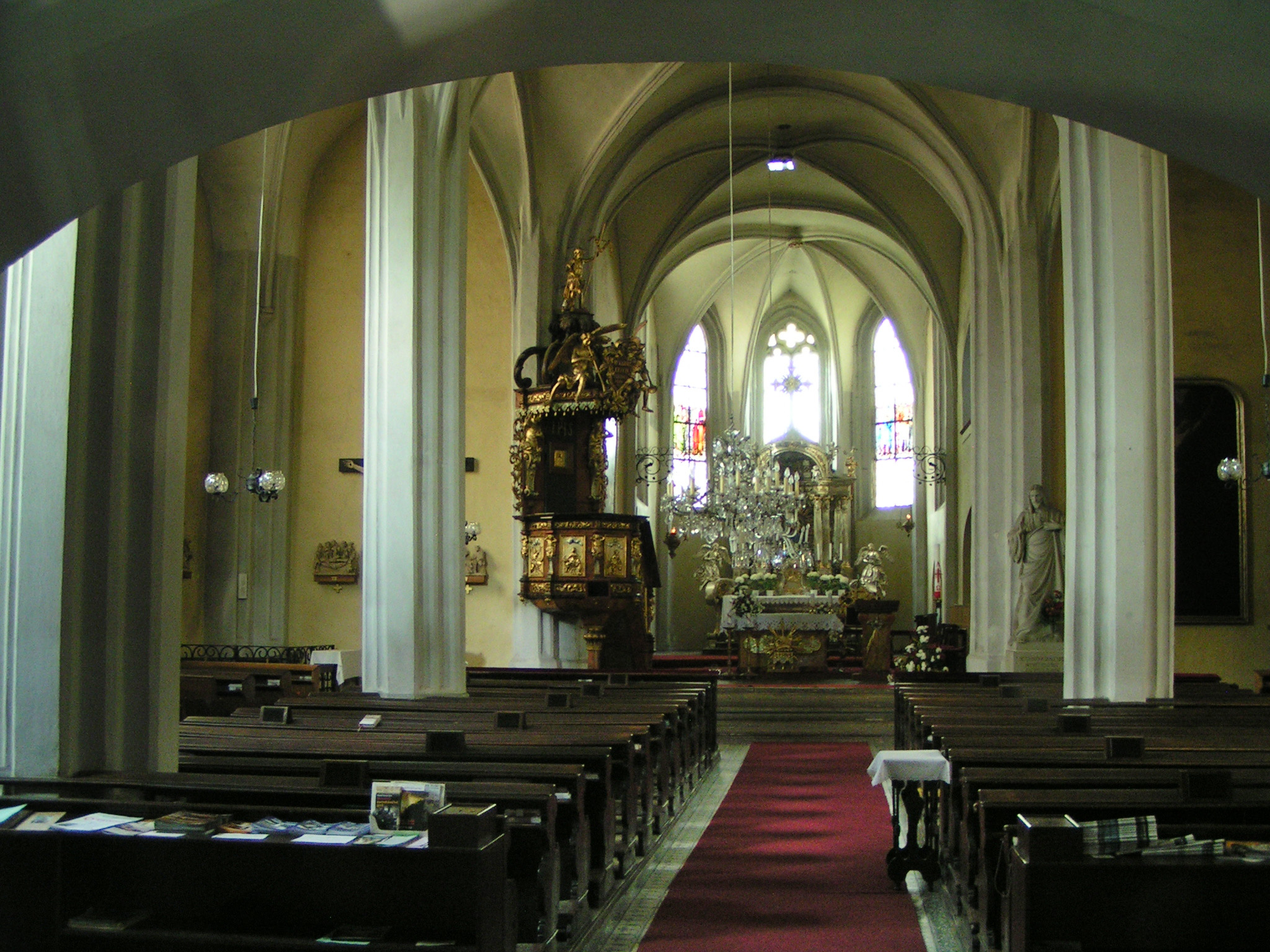
Interiér kostela

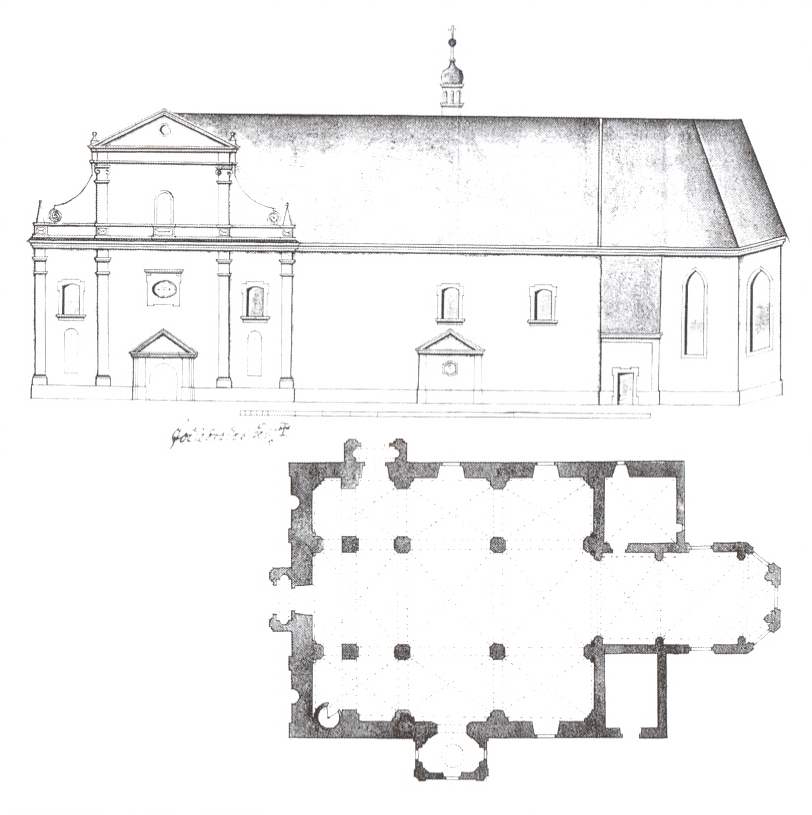
Kostel Povýšení svatého Kříže v Poděbradech – plán z poloviny 18. století

Nejstarší části kostela je presbytář, pětiboce uzavřený křížovou hvězdicovou žebrovou klenbou. Má pět oken s pískovcovým ostěním. Hlavní trojlodní prostor je nesen čtyřmi pilíři, které nesou devět polí křížové klenby. Svou podobu tento prostor získal v letech 1552–1562, kdy kostel upravoval italský renesanční stavitel Giovanni Battista Aostalli de Salla, který se podílel i na přestavbě poděbradského zámku a je v kostele také pohřben.
Barokní kaple Panny Marie Bolestné, na jižní straně budovy, pochází z roku 1689 a její oltář obsahuje reliéf znázorňující Povýšení sv. Kříže. Nachází se v ní hrobka panských úředníků Longmanů z Auen.
Nejcennější součástí především rokokového a pseudogotického interiéru je renesanční olověná křtitelnice z roku 1563, vyrobená kutnohorským zvonařem Matějem. Hlavní oltář je pozdně barokní, tepaný z postříbřené mědi, pochází ze 70. let 18. století a do kostela byl přenesen ze zrušené kaple v Nových Mlýnech. Barokní kazatelna byla vyrobena v roce 1732, taktéž barokní zpovědnice v roce 1730. Oba postranní barokní oltáře byly z kostela převezeny do Havířského kostelíčka.
V západním průčelí kostela byla v roce 1818 postavena věž, která nahradila původně vedle stojící zvonici. Ve věži je zavěšen zvon Vojtěch z roku 1759 a zvon z roku 1974, který ulila Laetitie Dytrychová v Brodku u Přerova. V roce 1863 byly ke kostelu přistavěny sakristie a oratoř kaple sv. Cyrila a Metoděje. Na konci 19. století byl kostel regotizován.
U zdi kostela se od roku 1884 nachází socha svatého Václava od V. B. Šejbala. Na přilehlém Náměstí Anežky České byl v březnu 2012 odhalen pomník svaté Anežky České od sochařky Zuzany Čížkové. Hlavice pomníku byla vytvořena na motivy sloupové hlavicí s motivem světice ze 13. století z Anežského kláštera v Praze.